# Dubrovniks symfoniorkester
Dubrovniks symfoniorkester (kroatiska: Dubrovački simfonijski orkestar) är en symfoniorkester från Dubrovnik i Kroatien. Den grundades år 1925 som Dubrovniks filharmoniska orkester och har sedan dess bytt namn vid flera tillfällen. I samarbete med lokala och internationella artister framför orkestern tolkningar av klassisk musik i Dubrovnik, Kroatien och utomlands.
Genom sitt arbete anser sig symfoniorkestern bära vidare på den forna republiken Dubrovniks (1358–1808) långa musiktradition. Musikstyckena som framförs är verk av både lokala och internationella mästare. Dubrovniks symfoniorkester framträder bland annat i Gamla stans kyrkor och på dess torg, inte minst under Dubrovniks sommarfestival. 

## Dirigenter
Orkesterns chefsdirigent är sedan år 2014 den Zagrebfödde Tomislav Fačini. Hedersdirigenter är kroaten Pavle Dešpalj och österrikaren Christoph Campestrini.